# Egbert B. Grandin

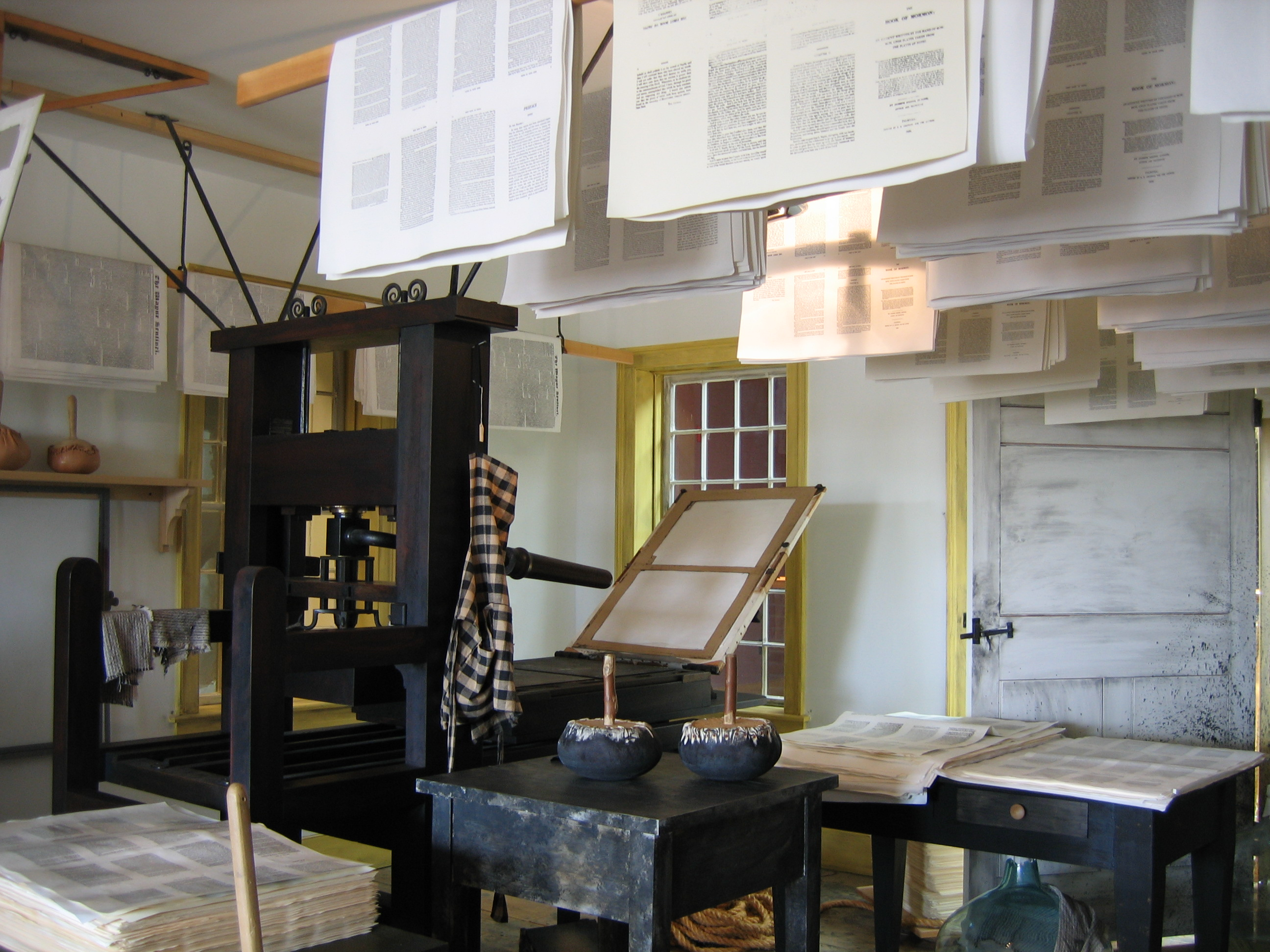
Grandins tryckeri

Egbert Bratt Grandin, född 30 mars 1806, död 16 april 1845, ägde det tryckeri i Palmyra i delstaten New York där Joseph Smith först lät trycka Mormons bok.
Egbert Grandin föddes i Freehold i New Jersey i Förenta staterna den 30 mars 1806 som son till William och Ame (Amy) Lewis Grandin.
Grandin började vid 18 års ålder lära sig tryckeriarbetet vid lokaltidningen Wayne Sentinel, som han senare själv övertog.
Han gifte sig i december 1828 med Harriet Rogers Grandin (1810–1875), med vilken han fick barnen Carlton Rogers Grandin (1829–1835), Mary Sophia (född 1831), Ellen "Nellie" Amanda (född 1833), William "Willie" Edward (född 1834), Harriet "Hattie" Aurelia (född 1837) och Carlton Pomeroy (född 1840). De fem sistnämnda uppnådde alla vuxen ålder, gifte sig och bosatte sig i västra New York. 
Vid 23 års ålder tackade Grandin, efter viss tvekan, ja till den stora tryckeriordern om 5 000 exemplar av Mormons bok. Kontraktet, värt 3 000 dollar, var daterat den 17 augusti 1829.
År 1833 lämnade Grandin tryckeribranschen och provade en del andra arbeten innan han dog vid 39 års ålder, efterlämnande änka och fem barn.
Egberts änka skrev senare ett par brev till mormonkyrkans dåvarande ledare Brigham Young, med bön om ekonomisk hjälp, utan att få något svar.
Mormonkyrkan köpte 1979 huset där Grandins tryckeri låg, för att restaurera det och bevara det som ett kulturminnesmärke.